# プリンス・オブ・ペルシャ3D
『プリンス・オブ・ペルシャ3D』 (Prince of Persia 3D)は、 レッドオーブテンターテイメントがWindows 95用に開発、ザ ラーニングカンパニーより1999年8月31日に発売されたアクションアドベンチャーゲーム。略称は『PoP3D』。
プリンス・オブ・ペルシャシリーズの第3作目で、シリーズで初の3Dグラフィックスを採用した。
2000年には『プリンス・オブ・ペルシャ アラビアンナイト』 (Prince of Persia : Arabian Night) というタイトルでドリームキャスト（DC）版が発売された。開発はアヴァランチソフトウェアで、レッドオーブとラーニングカンパニーの両方を買収したマテルインタラクティブによって販売された。PC版から操作性の欠陥やバグの多くが修正されて、ゲームプレイが改善されたが、カメラの問題が依然として存在する。DC版は北米でのみリリースされた。 

## ゲーム内容
12世紀のペルシャを舞台にした3Dアクションアドベンチャーゲーム。ステージ数は全15レベルで7つの世界をペルシャのプリンスが冒険する。本作のプリンスは剣だけでなく弓も使える。

## あらすじ
『プリンス・オブ・ペルシャ3D』は、ペルシャの王子とスルタンがスルタンの兄弟であるアッサンを訪問することから始まる。 すぐに王子は護衛を殺されてしまった上、ダンジョンに閉じ込められてしまい、スルタンがアッサンに連れて行かれた。 王子はダンジョンを脱出し、ペルシャのスルタンが、何年も前に彼の娘が王子ではなくアッサンの息子であるラグナーと結婚することをアッサンに約束したことが明らかにされた。 王子はスルタンたちを見つけるが、アッサンは王子を殺そうとしたときに誤ってスルタンを殺しまう。アッサンが逃走する中、王子はペルシャの王女を捕らえたルグノールを追跡する。 王子とラニョールには多くの対立があるが、王子があきらめず、プリンセスが彼に服従しないことがラニョールに明らかになったとき、彼は彼女を殺すことにした。 彼は彼女を大きな歯車機械に結びつけ、彼女を粉砕しようとした。 しかし、王子はこれが起こる前に到着しラグナーを倒し、マシンを止める。 その後、王子は空飛ぶ獣を介して王女と一緒に脱出する。王子は王女の方を向くのではなく、逆の方向に連れて行く。 

## 開発
本作はブローダーバンドの別ブランドのレッドオーブエンターテイメントによってリリースされた。 しかし、財政的困難のため、レッドオーブはバグの検出と修正の段階を経る前にゲームを発売することを余儀なくされた。レッドオーブはその後、ラーニング・カンパニーに買収され、さらにマテルインタラクティブに買収された 。

## 評価
ジョン・リーは、アメリカのゲーム雑誌「Next Generation」でPC版をレビューし、5つ星のうち4つ星で評価し、「奇妙な点やマイナーな煩わしさがないわけではないが、面白くないのなら、いまいましい」と述べている。
『プリンス・オブ・ペルシャ3D』と『アラビアンナイト』は、批評家からのさまざまなレビューを集めた。 GameRankingsとMetacriticは、PC版で64％、 61％で、DC版で100点満点中58点を獲得した。
IGNはPC版を8.2（10点満載）で評価、そのユニークなスコア、滑らかなアニメーション、よくできたグラフィックス、ジャンプのメカニズムを称賛した。 GameSpotは同じバージョンを6点（10点満点）と評価した。ラフなキャラクターモデル、難しいカメラエフェクト、無反応なコントロールを批判したが、そのアクションは賞賛された。